# Irma d'Alessandro
Irma D'Alessandro (Bari, 20 aprile 1964) è una giornalista italiana.

## Biografia
Giornalista sportiva, debutta nel 1984, collaborando al Quotidiano Puglia, diretto da Mario Gismondi, compianto ex Direttore del Corriere dello Sport. Poi, nel 1986, inizia a collaborare con Telenorba, prima nella redazione centrale di Conversano, poi in forza alla redazione di Bari, occupandosi di cronaca nera e sport. Per Telenorba segue, nel giugno dell'88, gli Europei di calcio, al seguito della Nazionale Italiana. Lascia l'emittente pugliese nell'agosto 1988 per trasferirsi a Milano e passare a Mediaset.
È iscritta all'albo dei Giornalisti Professionisti dal 19 marzo 1992.

## Carriera
Primo volto femminile di Mediaset Sport dove arriva nel dicembre del 1988, prima come impiegata di redazione, poi praticante, poi giornalista professionista. Dopo un primo periodo di apprendistato, prima su Telecapodistria poi su Italia 1 inizia a seguire, dal 1989, come inviato, la serie A e la Nazionale italiana. Come inviato segue anche alcuni maggiori eventi di cronaca legati allo sport come il crollo del Muro di Berlino, la rivoluzione in Romania nell'89, reportage in Messico e a Cuba.
Nel frattempo, inizia la sua carriera di conduttore degli spazi sportivi, dapprima su Capodistria con Sportime, in alternanza con Guido Meda, poi con Studio Sport, finestra informativa quotidiana su Italia Uno. Dal 2000 in poi, si specializza in calcio internazionale, puntando sull'ottima conoscenza delle lingue (inglese e spagnolo) che parla fluentemente. Rivolge particolare attenzione al calcio d'Oltremanica, in continua ascesa dopo il periodo buio del bando e degli hooligans. Parallelamente all'acquisizione dei diritti TV della Champions League su Mediaset, in chiaro e poi sul digitale terrestre, segue i trionfi delle squadre inglesi in Europa dal 2005 in avanti, fino all'ultima finale di Champions League, edizione 2021, a Porto (Portogallo). 
Dal 2006, con l'acquisizione dei diritti TV in chiaro del campionato di calcio di serie A da parte di Mediaset, diventa inviato fisso sui campi di calcio di serie A e, con l'arrivo delle telecronache di Champions League e di Serie a su Mediaset Premium, anche una puntuale bordocampista. Nella primavera del 2009 collabora con il Ministero di Grazia e Giustizia, firmando la prefazione del testo tecnico La Gestione della sicurezza negli impianti sportivi (Lina Musumarra - Edizioni Experta). È stato uno dei volti principali dell'edizione delle 13.00 di Sport Mediaset su Italia 1.
Nell'agosto del 2012, lancia il sito www.quellichelapremierleague.com, un punto di riferimento per le migliaia di appassionati di calcio inglese e che vivono in Italia. Notizie, storie, consigli e appunti di viaggio confluiscono in questo sito che, in poco tempo, diventa un fenomeno di costume, molto imitato e molto "social" con l'organizzazione annuale di Italian Connection, torneo di calcio a 7 riservato ai supporters italiani dei club del calcio britannico. Dal 2006 ha seguito per le reti in chiaro Mediaset e per la pay tv Premium tutte le edizioni, fino alla fase finale, della Champions League. È inviata/produttrice per Mediaset ai Mondiali di calcio Russia 2018. Anche dopo la chiusura della pay tv Premium, nell'agosto 2018,  continua ad essere parte integrante della Redazione Sportiva di Mediaset (NewsMediaset Sport) dal desk per tutti i TG Mediaset e come inviato di cronaca sportiva e/o sugli eventi, come Champions League e Coppa Italia.